# التعدين في بريطانيا الرومانية

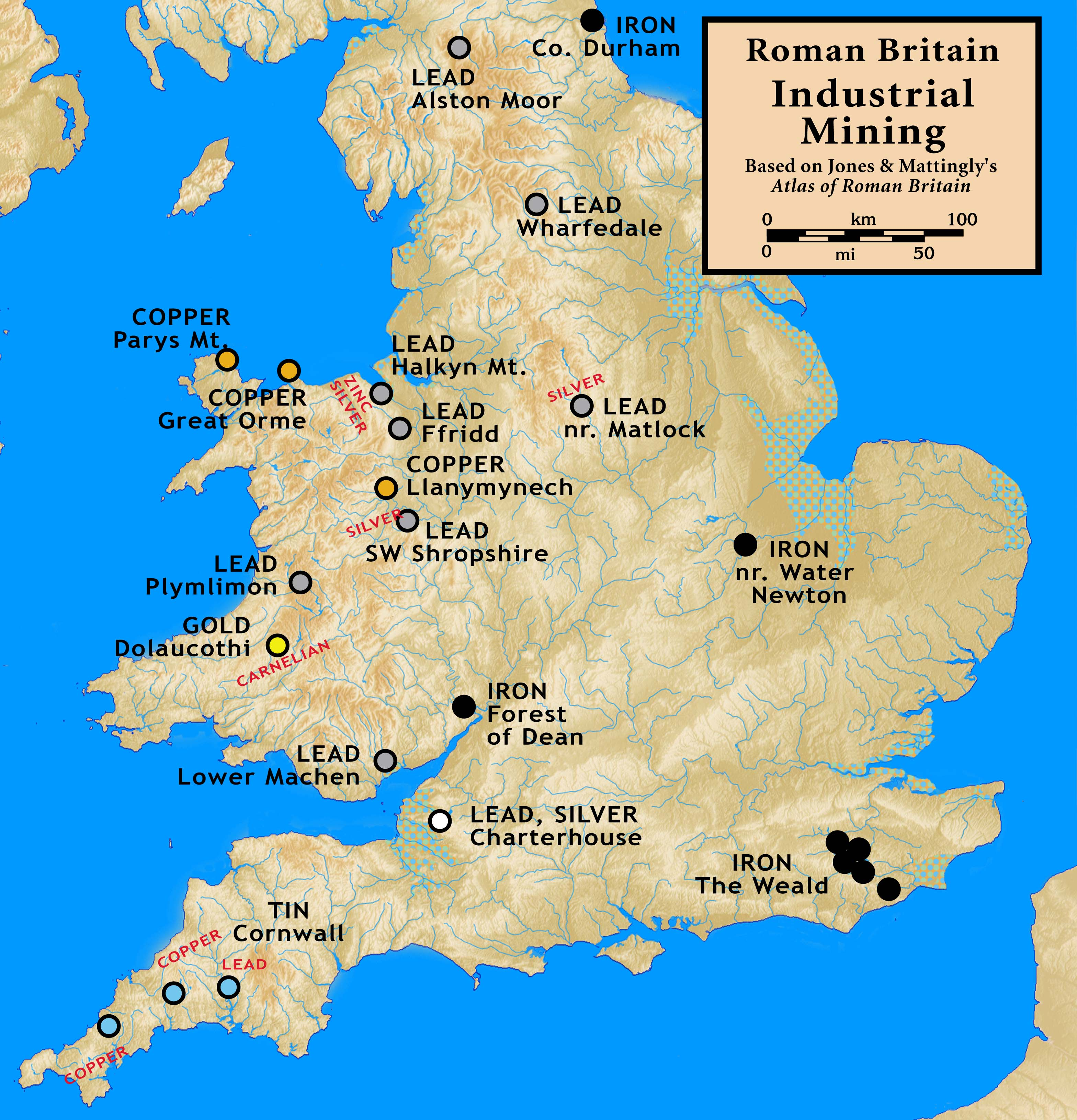
توزع مواقع التعدين في بريطانيا الرومانية

يُعدّ التعدين من أكثر الأنشطة ازدهارًا في بريطانيا الرومانية. لطالما كانت بريطانيا غنية بالموارد المختلفة مثل النحاس والذهب والحديد والرصاص والملح والفضة والقصدير، إلى جانب المواد التي كانت تحتاجها الإمبراطورية الرومانية إلى حدٍّ كبير. بدأ الرومان بالبجث والحفر من أجل الذهب. ولعلَّ وفرة الموارد المعدنية في الجزر البريطانية كانت أحد الأسباب وراء الفتح الروماني لبريطانيا. فقد تمكَّنوا من استخدام التكنولوجيا المتقدمة للعثور على المعادن الثمينة وتطويرها واستخراجها على نطاق لا مثيل له حتى بداية العصور الوسطى.

## تعدين الرصاص

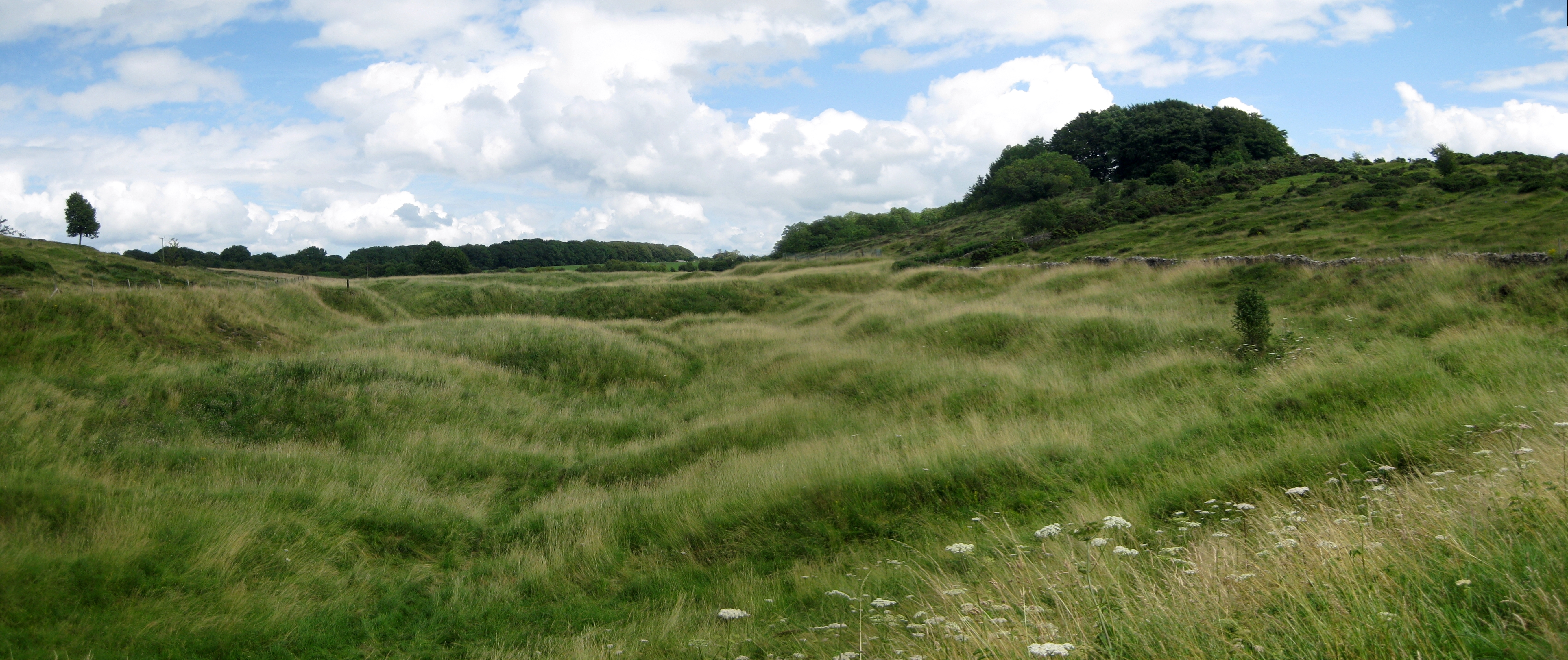
منظر بانورامي لمناجم الرصاص بالقرب من تشارترهاوس، سومرست، المملكة المتحدة: مواقع أثرية رومانية قديمة

يُعدّ الرصاص أساسيًا من أجل تحسين سير إدارة الإمبراطورية الرومانية. وقد استُخدم ضمن شبكات الأنابيب داخل الأقنية المائية الرومانية، والسباكة، والبيوتر، وصناعة النعوش، وفي جداول الفيلات، وكذلك عُدَّ الرصاص أيضًا مصدرًا هامًا للفضة التي وُجدت في بعض الأحيان في نفس الرواسب المعدنية. ماتزال 52 ورقة من الرصاص في منطقة تلال منديب تُشكل الحمام العظيم في ناحية باث التي تبعُد بضعة أميال فقط عن قرية شارترهاوس.
يقع أكبر مناجم الرصاص الرومانية في أو بالقرب من نهر لبلة في جنوب هسبانيا. أما بالنسبة لمناجم بريطانيا، فقد كانت أكبر المصادر في منطقة تلال منديب، وجنوب غرب إنجلترا وخاصةً في قرية تشارترهاوس. في عام 49 ميلادي، أي بعد ست سنوات من فتح بريطانيا واحتلالها، استولى الرومان على مناجم الرصاص الرئيسية في منديب ومناجم جنوب غرب إنجلترا ومقاطعة ويلز وتم العمل فيها وحراستها ضمن جدول مناوبات كامل. بحلول عام 70 ميلادي، كانت بريطانيا قد تجاوزت الإسبان باعتبارها مقاطعة رائدة في إنتاج الرصاص. لكن سرعان ما قدَّم الإسبان شكوى إلى الإمبراطور فيسباسيان، الذي وضع بدوره قيودًا على كمية الرصاص التي يتم إنتاجها في بريطانيا. ومع ذلك، استمرت عملية إنتاج الرصاص البريطاني في الزيادة والازدهار وعملوا في سكّ سبائك الرصاص التي تم العثور عليها في أواخر القرن الثاني – أو أوائل القرن الثالث. وقد وجدت البحوث أن الرصاص البريطاني (رصاص سومرست)  قد استُخدم في بومبي - وهي المدينة التي دُمرِّت بسبب انفجار قمة بركان جبل فيزوف في عام 79 ميلادي.

## استخراج الفضة

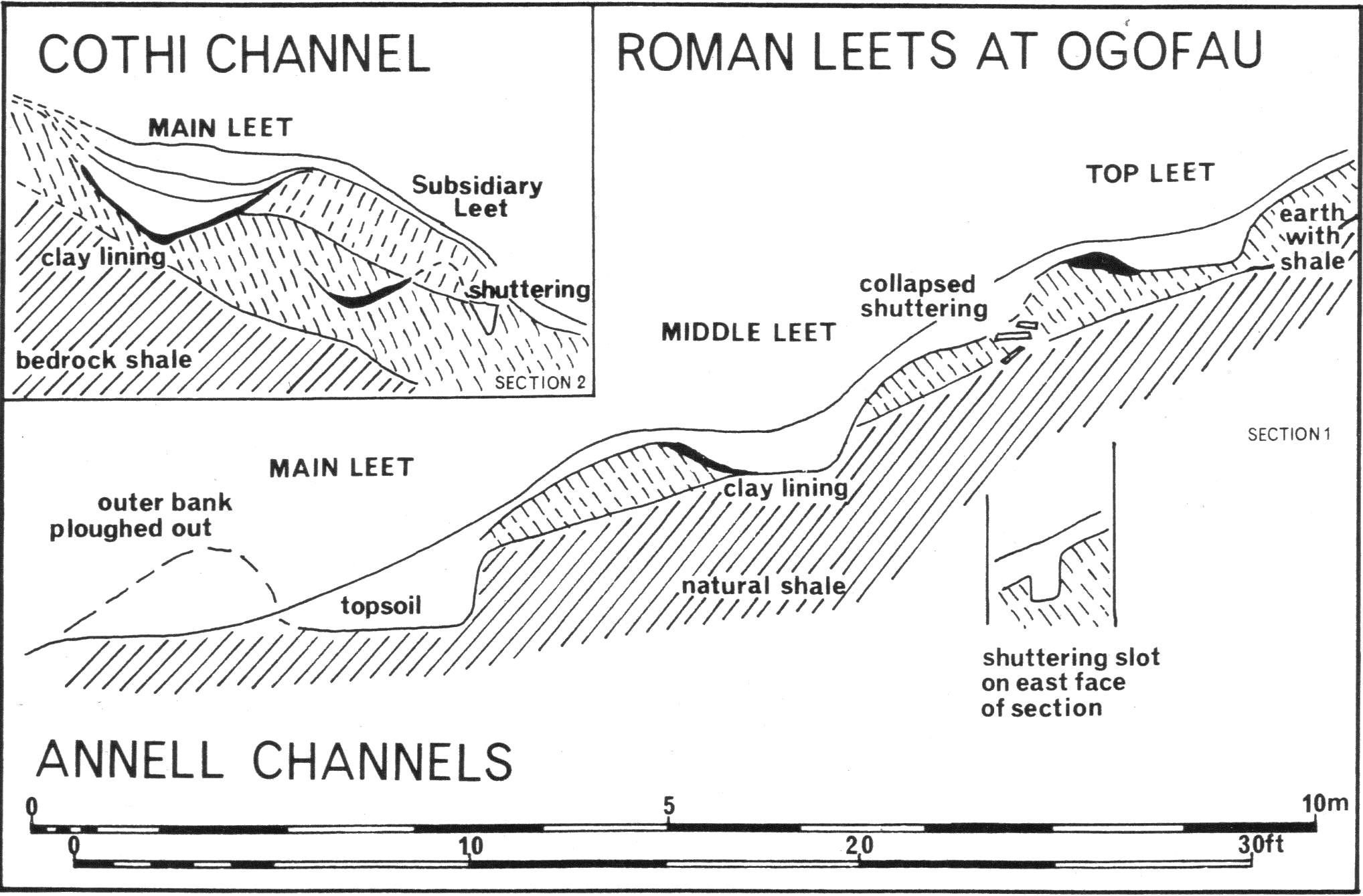
مخطط قنوات مائية قديم: دورها في عمليات التعدين واستخراج الفضة في العصر الروماني

اعتبر استخراج الفضة من أهم استخدامات الرصاص. إذ كان كل من الرصاص والفضة في كثير من الأحيان يُعثر عليهما معًا في شكل غالينا، يعني الرصاص الخام. آنذاك، كان الاقتصاد الروماني يعتمد على الفضة إذ تم سكّ أغلب العملات ذات القيمة الأعلى من المعادن الثمينة.
كانت عملية الاستخراج، أو البوتقة، بسيطة إلى حد ما. أولًا، يتم صهر المادة الخام حتى تصبح رصاص، والتي تحتوي على الفضة بشكل منفصل عن الصخر. ثم تتم إزالة الرصاص وتسخينه بدرجة حرارة أعلى تصل إلى 1100 درجة مئوية باستخدام الكير (المنفاخ) اليدوي. في هذه المرحلة، تنفصل الفضة عن الرصاص، وتوضع في قوالب، التي عندما تبرد سوف تشكل سبائك يتم إرسالها في جميع أنحاء الإمبراطورية الرومانية لاستخدامها في عملية السكّ.
عندما سيطر التضخم المالي في القرن الثالث الميلادي وبدأ سكّ العملات المعدنية الرسمية من خلال استخدام البرونز مع غسول من الفضة، ظهرت في سومرست عملتين مزيفتين - واحدة على تلال بولدن جنوب تلال منديب مباشرة، والأخرى في ويتشورش، في الشمال من بريستول. هذه العملات، باستخدام الفضة المستخرجة من منديب، أنتجت عملات معدنية كانت متفوقة في المحتوى الفضي على تلك التي أصدرتها الإمبراطورية الرسمية. يمكن رؤية عينات من هذه العملات المعدنية وقوالب القطع في متحف سومرست في قلعة تونتون.